# Krešo Omerzel
Krešo Omerzel, slovenski spidvejist, * 12. marec 1957, Brežice, † 26. oktober 2016, Novo mesto.
Bil je dvakratni državni prvak, prvi ki je osvojil tudi tradicionalno mednarodno dirko Zlati znak Občine Krško (v letih 1985 in 1993), Omerzel je bil tudi dolgoletni reprezentant ter nekdanji trener. Tudi njegov mlajši sin Luka je voznik.

## Uspehi
- DP dvojic (Jože Žibert, Krešo Omerzel), AMD Krško, 1983
- republiški prvak, 1984
- državni prvak Jugoslavije, 1985
- državni klubski prvak z AMD Krško (Omerzel, Gerjevič, Žibert, Bergant), 1982
- državni klubski prvak z AMD Krško (Omerzel, Gerjevič, Žibert, Lipar), 1983
- državni klubski prvak z AMD Krško (Omerzel, Gerjevič, Žibert, Gorjup), 1984, 1985
- državni prvak z AMTK Ljubljana (Kalin, Omerzel, Pintar, Peterca), 1988
- državni klubski prvak z AMTK Ljubljana (Pintar, Peterca, Omerzel, Hauptman), 1990
- AMTK Ljubljana (Pintar, Peterca, Omerzel), 1991
- državni prvak posameznikov kot voznik AMTK Ljubljana, 1993
- državni prvak dvojic - Krešo Omerzel, Izak Šantej (AMD Krško), 1996
- Državno prvenstvo dvojic  5.7.1997 Krško 3.mesto
- Državno prvenstvo dvojic 15.6.1997 Ljubljana 3 mesto
- Zlati znak občine Krško 7.6.1992 Krško 1.mesto
- Zlati znak občine krško 8.6.1996 Krško 1,mesto
- Srednjeevropski pokal 23.8.1997 Krško 2.mesto
- Državno prvenstvo Slovenije 27.9.1997 Krško 3.mesto
- Državno prvenstvo 21.9.1997 Ljubljana 3.mesto